# Antonia di Paolo di Dono
Antonia di Paolo di Dono (Florencia, 1456 – 1491) fue una pintora italiana. Antonia fue registrada en el Libro dei Morti (Libro de los muertos) del gremio de pintores, Arte dei Medici e Speziali, como una "pittoressa". Esta fue la primera vez que la palabra "pintora" aparece en los registros públicos florentinos y el primer reconocimiento formal de una mujer artista del siglo XV.

## Biografía
Antonia nació en la Via della Scala en Florencia. Fue hija de Tomasa di Benedetto dei Malifici y Paolo di Dono, apodado Uccello, un conocido pintor florentino del Renacimiento temprano. En la biografía de Uccello de Giorgio Vasari este afirma que tenía "una hija que sabía dibujar".
Fue bautizada en el Baptisterio de Florencia el 13 de octubre de 1456. Su abuelo, un barbero cirujano, había emigrado de Pratovecchio y tenía un estatus social medio, mientras que su abuela pertenecía a la antigua familia florentina del Beccuto. Siguiendo la costumbre, Antonia fue nombrada por su abuela. Su hermano Donato también fue artista y ambos continuaron en la tradición familiar. Alrededor de los 10-13 años (1466-1469) probablemente dejó su casa para unirse a una comunidad religiosa carmelita. En la declaración de impuestos de su padre en 1469 se declaraba que era viejo, no podía trabajar y que su esposa estaba enferma. En su testamento en 1475 no menciona a su hija Antonia ni ninguna donación al convento. Puede que ella no fuera monja de clausura cuando él murió. Las Carmelitas Florentinas comenzaron como mujeres piadosas que vivían cerca de la iglesia de Santa María del Carmine. A medida que la comunidad creció, el prior fue a Roma y pidió permiso al Papa Nicolás V para tener hermanas carmelitas. El Papa autorizó la rama femenina de los Carmelitas en 1452. Santa Maria degli Angeli (en el sitio de San Frediano en Cestello) fue fundada alrededor de 1450 y la casa más pequeña de Nunziatina surgió en mayo de 1453. Las mujeres trabajaban y rezaban juntas, asistían a los servicios religiosos en el Carmine, pero aún no estaban sujetas a clausura. Entre 1479 y 1482 se les concedió el escapulario y adoptaron el estilo de vida de la clausura. Por lo tanto, Di Paolo ingresó en una comunidad de hermanas carmelita terciaria o laicas en 1469 y se convirtió en monja de clausura en la última década de su vida (c. 1482-1491). Según el Libro dei Morti, murió el 9 de febrero de 1491. 

## Obra
No se conocen obras de arte firmadas o documentadas por Di Paolo. Se le atribuyeron varias pinturas devocionales a pequeña escala del taller de Paolo Uccello cuando fue identificado como el "Maestro Karlsruhe", pero la mayoría de los estudiosos ahora rechazan esta hipótesis. Entre ellas se encuentran la Adoración  en Karlsruhe, Alemania; la Madonna Hyland, fechada entre 1470 y 1475  en el Museo J. Paul Getty, Thebaid en la Galería de la Academia de Florencia)  una predela de la Beata Giulia del retablo de Certaldo en el Museo de Arte Sacro en la Iglesia de los Santos Jacopo y Filippo, de Certaldo.
Se creía que la miniatura Vestición de novicios de la familia Vecchietti de San Donato Polverosa, Florencia (Galería Uffizi, Florencia) tenía la firma de Antonia, pero ahora se reconoce como la promesa de profesión para una monja benedictina en 1501. Hasta ahora, la hipótesis más razonable es que ella ayudó a su padre después de que él cerrara su taller entre 1469-1475. Es probable que ella proporcionara dibujos de pequeñas figuras de santos, detalles de ropa o animales para los posteriores arcones de Uccello y, después de su muerte, continuó proporcionando dibujos a otros talleres que elaboraban esos arcones. Su arte fue colaborativo y creado en apoyo de artistas masculinos, pero era lo suficientemente conocida como para haber sido reconocida públicamente como una pintora. 